# Simhopp vid världsmästerskapen i simsport 2024 – Damernas 10 meter plattform
Damernas 10 meter plattform i simhopp vid världsmästerskapen i simsport 2024 avgjordes mellan den 4 och 5 februari 2024 i Hamad Aquatic Centre i Doha i Qatar.
Kinesiska Quan Hongchan tog guld, kinesiska Chen Yuxi tog silver och brittiska Andrea Spendolini-Sirieix tog brons.

## Resultat
Kvalet startade den 4 februari klockan 10:02. Semifinalen startade den 5 februari klockan 10:02. Finalen startade den 5 februari klockan 18:32.
Grön bakgrund betyder att simhopparen gick vidare till finalen
Blå bakgrund  betyder att simhopparen tog sig till semifinalen
| Placering | Simhoppare                           | Nationalitet            | Kval   | Kval      | Semifinal        | Semifinal        | Final            | Final            |
| Placering | Simhoppare                           | Nationalitet            | Poäng  | Placering | Poäng            | Placering        | Poäng            | Placering        |
| --------- | ------------------------------------ | ----------------------- | ------ | --------- | ---------------- | ---------------- | ---------------- | ---------------- |
| 1         | Quan Hongchan                        | Kina                    | 399,30 | 2         | 405,30           | 2                | 436,25           | 1                |
| 2         | Chen Yuxi                            | Kina                    | 435,20 | 1         | 421,85           | 1                | 427,80           | 2                |
| 3         | Andrea Spendolini-Sirieix            | Storbritannien          | 344,00 | 3         | 320,10           | 4                | 377,10           | 3                |
| 4         | Kim Mi-rae                           | Nordkorea               | 295,50 | 11        | 325,20           | 3                | 349,10           | 4                |
| 5         | Sarah Jodoin Di Maria                | Italien                 | 319,45 | 4         | 293,75           | 7                | 322,15           | 5                |
| 6         | Lois Toulson                         | Storbritannien          | 283,40 | 13        | 273,90           | 11               | 321,60           | 6                |
| 7         | Gabriela Agúndez                     | Mexiko                  | 301,80 | 7         | 311,45           | 6                | 316,30           | 7                |
| 8         | Caeli McKay                          | Kanada                  | 318,40 | 5         | 273,15           | 12               | 310,05           | 8                |
| 9         | Alejandra Orozco                     | Mexiko                  | 305,70 | 6         | 317,50           | 5                | 291,80           | 9                |
| 10        | Pauline Pfeif                        | Tyskland                | 267,90 | 17        | 278,20           | 10               | 277,60           | 10               |
| 11        | Else Praasterink                     | Nederländerna           | 286,90 | 12        | 285,80           | 9                | 271,10           | 11               |
| 12        | Melissa Wu                           | Australien              | 301,40 | 8         | 293,70           | 8                | 267,10           | 12               |
| 13        | Rin Kaneto                           | Japan                   | 279,75 | 15        | 271,10           | 13               | Gick inte vidare | Gick inte vidare |
| 14        | Christina Wassen                     | Tyskland                | 295,70 | 10        | 266,40           | 14               | Gick inte vidare | Gick inte vidare |
| 15        | Maycey Vieta                         | Puerto Rico             | 296,50 | 9         | 261,50           | 15               | Gick inte vidare | Gick inte vidare |
| 16        | Kim Na-hyun                          | Sydkorea                | 275,45 | 16        | 250,95           | 16               | Gick inte vidare | Gick inte vidare |
| 17        | Sofija Lyskun                        | Ukraina                 | 281,70 | 14        | 249,70           | 17               | Gick inte vidare | Gick inte vidare |
| 18        | Maia Biginelli                       | Italien                 | 263,25 | 18        | 241,40           | 18               | Gick inte vidare | Gick inte vidare |
| 19        | Anisley García                       | Kuba                    | 259,90 | 19        | Gick inte vidare | Gick inte vidare | Gick inte vidare | Gick inte vidare |
| 20        | Katrina Young                        | USA                     | 259,10 | 20        | Gick inte vidare | Gick inte vidare | Gick inte vidare | Gick inte vidare |
| 21        | Džeja Patrika                        | Lettland                | 257,30 | 21        | Gick inte vidare | Gick inte vidare | Gick inte vidare | Gick inte vidare |
| 22        | Victoria Garza                       | Dominikanska republiken | 253,90 | 22        | Gick inte vidare | Gick inte vidare | Gick inte vidare | Gick inte vidare |
| 23        | Matsuri Arai                         | Japan                   | 253,20 | 23        | Gick inte vidare | Gick inte vidare | Gick inte vidare | Gick inte vidare |
| 24        | Daryn Wright                         | USA                     | 252,35 | 24        | Gick inte vidare | Gick inte vidare | Gick inte vidare | Gick inte vidare |
| 25        | Kate Miller                          | Kanada                  | 248,80 | 25        | Gick inte vidare | Gick inte vidare | Gick inte vidare | Gick inte vidare |
| 26        | Ciara McGing                         | Irland                  | 243,20 | 26        | Gick inte vidare | Gick inte vidare | Gick inte vidare | Gick inte vidare |
| 27        | Mikali Dawson                        | Nya Zeeland             | 237,80 | 27        | Gick inte vidare | Gick inte vidare | Gick inte vidare | Gick inte vidare |
| 28        | Karina Hlyzhina                      | Ukraina                 | 237,00 | 28        | Gick inte vidare | Gick inte vidare | Gick inte vidare | Gick inte vidare |
| 29        | Pandelela Rinong                     | Malaysia                | 231,15 | 29        | Gick inte vidare | Gick inte vidare | Gick inte vidare | Gick inte vidare |
| 30        | Cho Eun-bi                           | Sydkorea                | 230,25 | 30        | Gick inte vidare | Gick inte vidare | Gick inte vidare | Gick inte vidare |
| 31        | Kim Hui-yon                          | Nordkorea               | 228,35 | 31        | Gick inte vidare | Gick inte vidare | Gick inte vidare | Gick inte vidare |
| 32        | Helle Tuxen                          | Norge                   | 227,70 | 32        | Gick inte vidare | Gick inte vidare | Gick inte vidare | Gick inte vidare |
| 33        | Elizabeth Miclau                     | Puerto Rico             | 225,40 | 33        | Gick inte vidare | Gick inte vidare | Gick inte vidare | Gick inte vidare |
| 34        | Valeria Antolino                     | Spanien                 | 224,90 | 34        | Gick inte vidare | Gick inte vidare | Gick inte vidare | Gick inte vidare |
| 35        | Nikita Hains                         | Australien              | 223,60 | 35        | Gick inte vidare | Gick inte vidare | Gick inte vidare | Gick inte vidare |
| 36        | Nicoleta Muscalu                     | Rumänien                | 209,40 | 36        | Gick inte vidare | Gick inte vidare | Gick inte vidare | Gick inte vidare |
| 37        | Jade Gillet                          | Frankrike               | 205,10 | 37        | Gick inte vidare | Gick inte vidare | Gick inte vidare | Gick inte vidare |
| 38        | Giovanna Pedroso                     | Brasilien               | 204,20 | 38        | Gick inte vidare | Gick inte vidare | Gick inte vidare | Gick inte vidare |
| 39        | Mariana Osorio                       | Colombia                | 199,10 | 39        | Gick inte vidare | Gick inte vidare | Gick inte vidare | Gick inte vidare |
| 40        | Eszter Kovács                        | Ungern                  | 193,80 | 40        | Gick inte vidare | Gick inte vidare | Gick inte vidare | Gick inte vidare |
| 41        | Megan Yow                            | Singapore               | 186,40 | 41        | Gick inte vidare | Gick inte vidare | Gick inte vidare | Gick inte vidare |
| 42        | Malak Tawfik                         | Egypten                 | 175,65 | 42        | Gick inte vidare | Gick inte vidare | Gick inte vidare | Gick inte vidare |
| 43        | Dhavgely Mendoza                     | Venezuela               | 173,25 | 43        | Gick inte vidare | Gick inte vidare | Gick inte vidare | Gick inte vidare |
| 44        | Nur Eilisha Rania Muhammad Abrar Raj | Malaysia                | 167,55 | 44        | Gick inte vidare | Gick inte vidare | Gick inte vidare | Gick inte vidare |
| 45        | Palak Sharma                         | Indien                  | 137,60 | 45        | Gick inte vidare | Gick inte vidare | Gick inte vidare | Gick inte vidare |
| 46        | Alisa Zakaryan                       | Armenien                | 129,70 | 46        | Gick inte vidare | Gick inte vidare | Gick inte vidare | Gick inte vidare |